# Louis Auguste Deschamps de Pas
Louis Auguste Deschamps de Pas, né à Saint-Omer le 22 août 1765, où il est mort le 25 février 1842, est un botaniste, naturaliste et chirurgien français du XVIIIe siècle.

## Biographie
Louis Auguste Deschamps de Pas est né dans une famille d'ancienne bourgeoisie originaire d'Artois, issue de Charles François Deschamps de Pas (1682-1757), échevin d'Aire-sur-la-Lys. Il est le petit-fils de Charles François Deschamps de Pas,  le fils de Louis-Joseph-Auguste Deschamps de Pas, né à Aire-sur-la-Lys  le 20 décembre 1731 et décédé à Saint-Omer le 15 octobre 1811, échevin et conseiller au bailliage de Saint-Omer, et l'oncle de Louis Deschamps de Pas (1816-1890).

### L'expédition d'Entrecasteaux
Le 28 septembre 1791, Deschamps embarque en compagnie du contre-amiral d'Entrecasteaux (1737-1793) sur la frégate La Recherche, à la tête d'une expédition chargée de retrouver les traces, La Boussole et de L'Astrolabe, les deux vaisseaux commandés par Jean-François de La Pérouse (1741-1788) sur ordre, pour certains, du Roi Louis XVI, pour d’autres, de l’Assemblée Constituante, pendant les années 1791-1794.
Mais d'Entrecasteaux meurt en juillet 1793 et l'expédition est alors dirigée par un royaliste qui, ayant eu écho de La Terreur régnant en France, préfère diriger ses frégates vers les colonies hollandaises de Surabaya.
À Java, Deschamps abandonne ses autres compagnons pour se consacrer à un inventaire botanique des montagnes et des contrées reculées de cette grande île, tout en s’intéressant également aux poissons. On lui attribue notamment la découverte de la Rafflesia.
Médecin à Batavia (actuelle Jakarta) jusqu’en 1802, il s’embarque ensuite pour l’île Maurice puis revient à Saint-Omer, en France, pour servir comme chirurgien dans l’hôpital de la ville.
Malheureusement ses carnets de notes et ses spécimens ont été perdus ou confisqués en juillet 1793 par les Hollandais. Une partie des collections d'histoire naturelle, passées aux Britanniques, seront restituées à la France sur la demande expresse de Sir Joseph Banks (1743-1820). De ses travaux, il ne reste qu’une Notice sur le Pohon Upas ou Arbre à poison et Mœurs, amusements et spectacles des Javanais, deux Extraits d’un voyage inédit dans l’intérieur de l’Isle de Java publiés en 1809.

## Postérité
Louis-Auguste Deschamps du Pas a donné son nom :
- Au genre Deschampsia
- Canche cespiteuse (Deschampsia caespitosa)